# Wayai (localité)
Pour les articles homonymes, voir Wayai (homonymie).
Wayai est un hameau belge situé en province de Liège dans la commune de Jalhay.
Avant la fusion des communes de 1977, Wayai faisait partie de la commune de Sart-lez-Spa. 
Une petite rivière le Wayai coule depuis sa source dans le hameau. 

## Situation et description
Dans un environnement de prairies bordées de haies, ce hameau d'Ardenne étire une soixantaine d'habitations sur le versant nord-est du Wayai qui prend sa source plus au sud. Wayai se situe dans le prolongement sud du village de Sart-lez-Spa. L'autoroute E42 passe à quelques hectomètres à l'est du hameau.

## Patrimoine
Plusieurs anciennes fermettes en moellons de grès et portes charretières donnent un certain caractère à la localité. 
Au nord du hameau, la petite chapelle Sainte Apolline a été construite en 1847. Bâtie en grès avec toiture à trois pans, elle se trouve en contrebas de la route.